# Servicio Público de Empleo de Castilla-La Mancha
El Servicio Público de Empleo de Castilla-La Mancha (SEPECAM) era la institución encargada de la gestión del empleo en la comunidad autónoma de Castilla-La Mancha (España).
Hasta la transferencia de competencias a la comunidad autónoma, dicho servicio lo prestaba el antiguo Instituto Nacional de Empleo (INEM), hoy llamado Servicio Público de Empleo Estatal, que se sigue encargando de las prestaciones económicas por desempleo, compartiendo oficinas con el SEPECAM.
A través del Real Decreto 1385/2002, de 20 de diciembre, se hizo el traspaso a la comunidad autónoma de Castilla-La Mancha de la gestión realizada por el antiguo INEM, en el ámbito del trabajo, el empleo y la formación.
La Ley 2/2003, de 30 de enero, crea el Servicio Público de Empleo de Castilla-La Mancha, como Organismo Autónomo adscrito a la Consejería con competencias en materia de empleo.
El Decreto 273/2003, de 9 de septiembre, aprueba los Estatutos del SEPECAM y el Decreto 274/2003, de 9 de septiembre, establece la estructura orgánica y funciones del mismo.
El Decreto 313/2011, de 29 de diciembre, extingue el organismo autónomo Servicio Público de Empleo de Castilla-La Mancha pasando sus funciones a la Consejería de Empleo.
En la legislatura 2015-19 la consejería encargada se denomina Consejería de Economía, Empresas y Empleo.

## Oficinas de empleo por provincias

### Albacete
- O.E. Albacete calle del Cid.
- O.E. Albacete calle Nuestra Señora de Cubas.
- O.E. Alcaraz
- O.E. Almansa
- O.E. Casas-Ibáñez
- O.E. Caudete
- O.E. Elche de la Sierra
- O.E. Hellín
- O.E. La Roda
- O.E. Villarrobledo

### Ciudad Real
- O.E. Alcázar de San Juan
- O.E. Almadén
- O.E. Almagro
- O.E. Ciudad Real
- O.E. Daimiel
- O.E. La Solana
- O.E. Manzanares
- O.E. Piedrabuena
- O.E. Puertollano
- O.E. Tomelloso
- O.E. Valdepeñas
- O.E. Villanueva de los Infantes

### Cuenca
- O.E. Belmonte
- O.E. Cañete
- O.E. Cuenca
- O.E. Motilla del Palancar
- O.E. Tarancón

### Guadalajara
- O.E. Azuqueca de Henares
- O.E. Cifuentes
- O.E. Guadalajara
- O.E. Molina de Aragón
- O.E. Pastrana
- O.E. Sigüenza

### Toledo
- Corresponsalía Madridejos
- Corresponsalía El Puente del Arzobispo
- O.E. Illescas
- O.E. Mora
- O.E. Ocaña
- O.E. Quintanar de la Orden
- O.E. Talavera de la Reina
- O.E. Toledo
- O.E. Torrijos
- O.E. Villacañas

## Servicios
Además del registro del número de desempleados y la ayuda en la búsqueda de trabajo, las Oficinas de Empleo poseen Oficinas Públicas de Registro (O.P.R.), donde se pueden presentar todo tipo de instancias (y su correspondiente documentación) dirigidas a cualquier Administración (estatal, autonómica o local) de cualquier parte de España. Los temas de las instancias no tienen que referirse exclusivamente a temas relacionados con el trabajo, pueden ser de cualquier tema.
También se gestionaba la formación para desempleados y trabajadores en Castilla-La Mancha.